# Cazarilh-Laspènes
Cazaril-Laspènes (oficialmente Cazarilh-Laspènes desde el 6 de diciembre de 2014) es una comuna francesa situada en el departamento de Alto Garona, en la región de Occitania.

## Demografía
| 34 | 30 | 27 | 17 | 17 | 19 | 14 |
| Para los censos de 1962 a 1999 la población legal corresponde a la población sin duplicidades (Fuente: INSEE [Consultar]) |    |    |    |    |    |    |